# One Woodward Avenue
One Woodward Avenue is een wolkenkrabber in het Detroit Financial District in Detroit, Michigan. Toen het gebouw in 1963 opgeleverd werd, was het de eerste hoogbouwconstructie in Detroit in bijna dertig jaar.

## Voorgeschiedenis
In 1938 gingen een aantal concurrerende gasbedrijven in Zuidoost-Michigan samen om de Michigan Consolidated Gas Company te vormen. Twintig jaar later was MichCon het Guardian Building ontgroeid en werden er plannen gemaakt voor de bouw van een eigen complex. Architect Minoru Yamasaki werd gevraagd voor het ontwerp, hoewel het zijn eerste wolkenkrabber zou worden. De locatie van de nieuwe toren moest de verlaten kavels opvullen van pas gesloopte oude gebouwen als het Hammond Building in 1956, het Norton Hotel in 1959, het Detroit City Hall in 1961 en het Majestic Building in 1962. De inwoners van Detroit moesten hier iets gewichtigs voor terugkrijgen.

## Architectuur
De toenmalige ruimtelijke omgeving kreeg een vervolg in het gebouw, doorlopend tot aan de schacht midden in het gebouw. De lobby kreeg een open karakter volgens het idee van een plein rondom een zwaartepunt. Dit werd bereikt door gebruik te maken van twee etages hoge chromen frames, afgesloten met samengestelde ruiten. Het was de uitdrukkelijke wens van de architect om de met marmer belegde lobby ruimtelijk te houden.
De in de Internationale stijl ontworpen wolkenkrabber heeft een volledig gelast skelet. De hoogste geheel gelaste structuur toentertijd. Het geraamte wordt acht meter boven straatniveau ingesloten door een aaneengeschakelde façade met een doorlopende structuur bestaande uit twee verdiepingen hoge, negen meter brede gevelpanelen, gefabriceerd van beton met wit marmer waarin achtenveertighonderd hexagonale raamsparingen zijn gemodelleerd. Per etage lopen de ramen door van punt tot punt. Een handtekening van de architect. Deze smalle ramen - reikend naar de hemel - zijn ontworpen om hoogtevrees weg te nemen.
Door het ketelhuis in de mechanische verdiepingen van de torenkroon te situeren, werd ruimte gecreëerd voor een ruime parkeerkelder met toegang vanaf Larned Street. Yamasaki ontwierp voor elke etage een onafhankelijk ventilatiesysteem, zodat het binnenklimaat naar ieders behoefte afgestemd kon worden. Vanaf de veertiende verdieping is One Woodward verbonden met het Guardian Building door een luchtbrug.

## Later gebruik
In 1997 werd het gebouw gekocht door One Woodward Avenue Associates, Ltd. Vanaf toen bekend als One Woodward Avenue. In 2009 werd het gebouw meegenomen in de lijst van gebouwen in het Detroit Financial Historic District. In december 2012 werd bekend dat Quicken Loans de toren zou gaan bezetten. Later vertegenwoordigd in acht verdiepingen. Op 28 oktober 2014 kondigde de Fifth Third Bank aan, het hoofdkantoor in Southfield te verhuizen naar Detroit in het Fifth Third Bank Building aan One Woodward. De top van de toren is wit verlicht. Rondom de kerstdagen rood en groen, en tijdens Independence Day rood, wit en blauw.

## Galerij

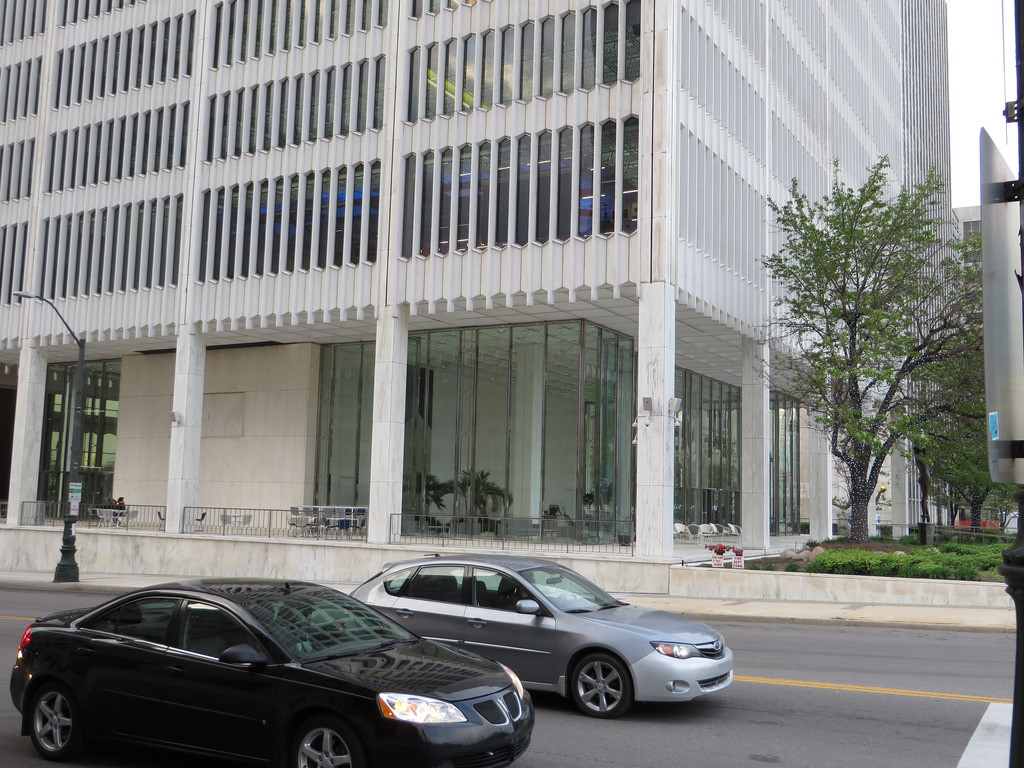
Voet van het gebouw
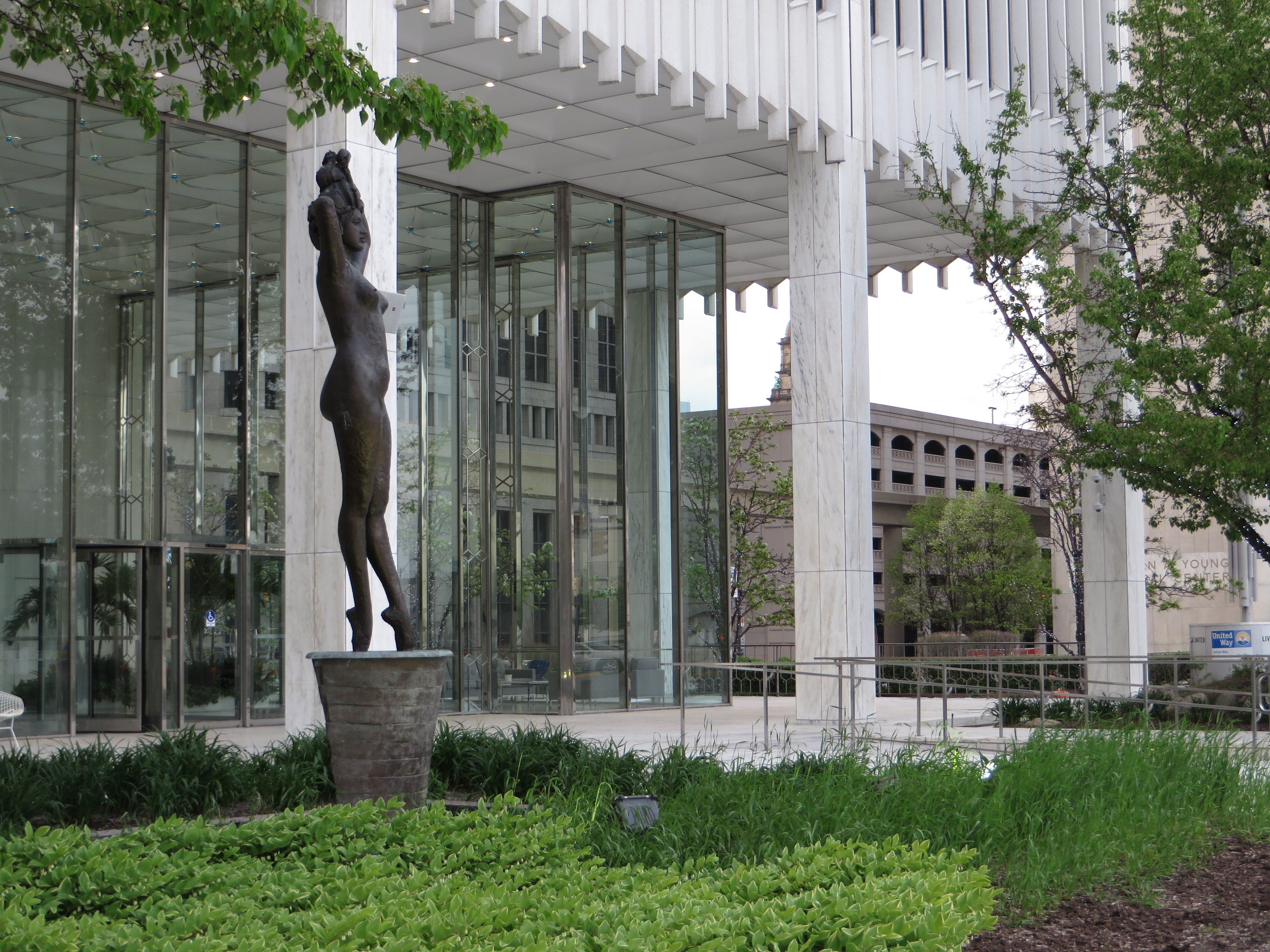
Sculptuur van Giacomo Manzù
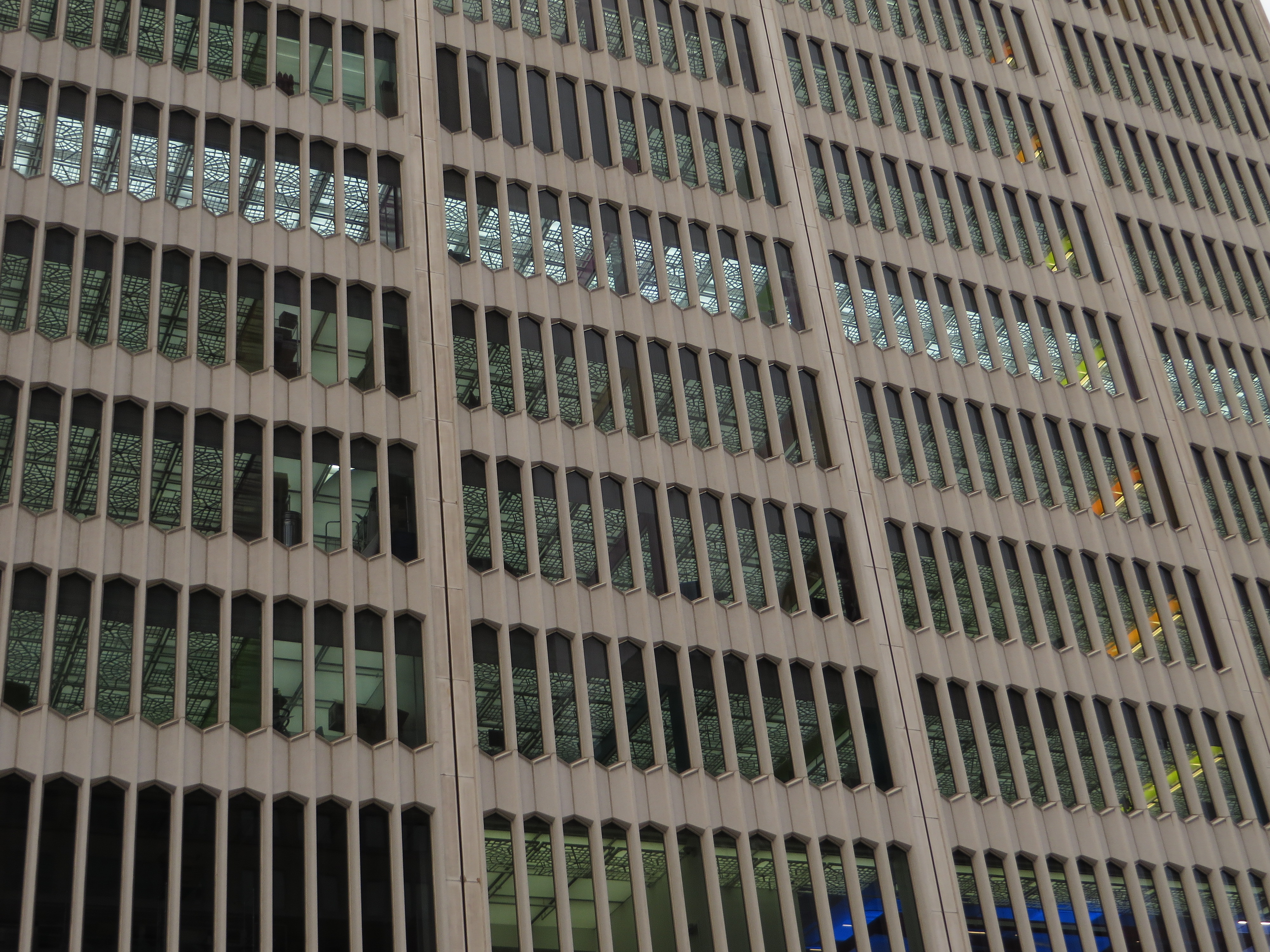
Façade